# Basílica Nuestra Señora del Pilar (Pilar)

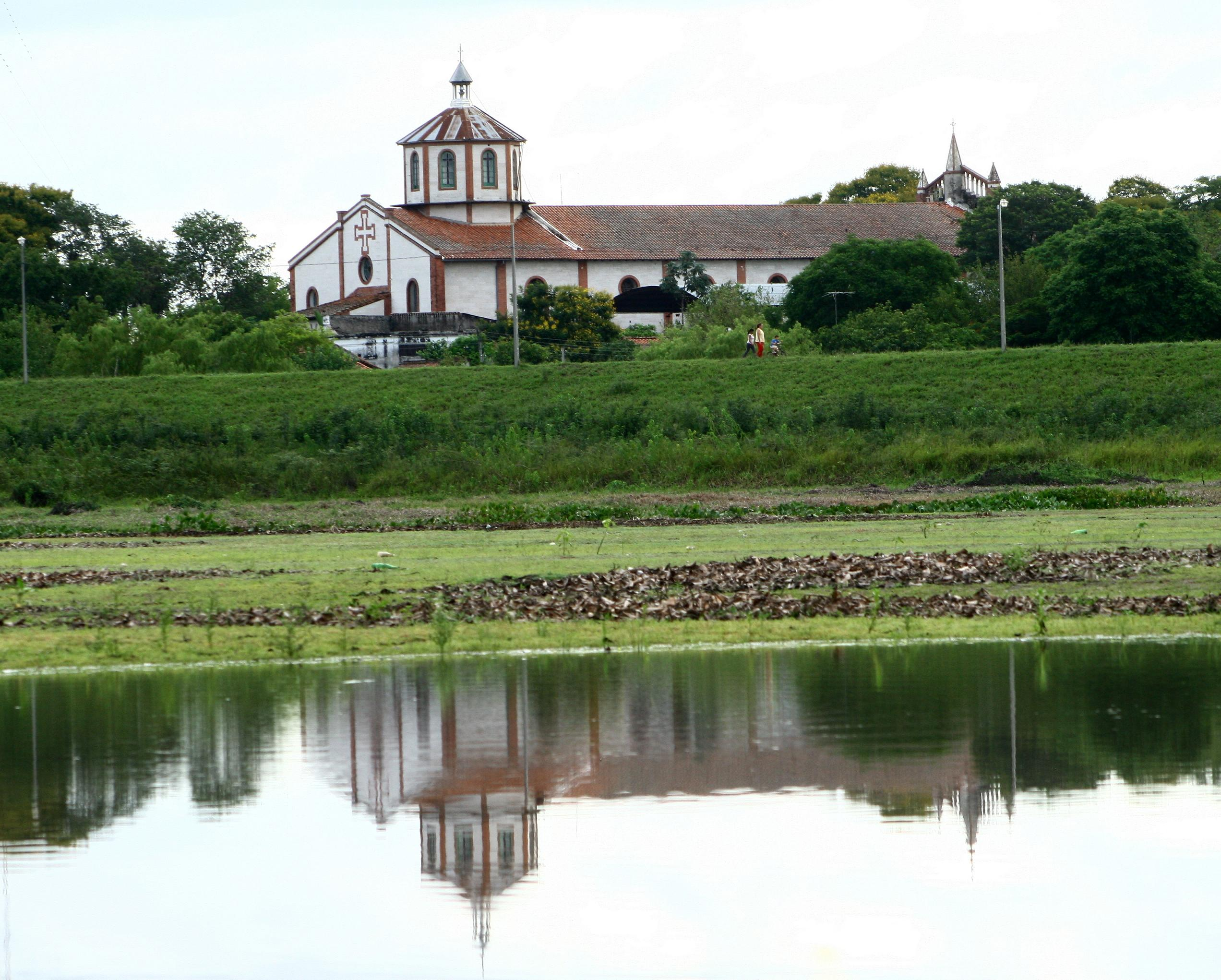
Basilika mit Spiegelung im Ñeembucú

Die Basilika Unserer Lieben Frau auf dem Pfeiler (spanisch Basílica Nuestra Señora del Pilar) ist eine römisch-katholische Kirche in Pilar, Hauptstadt des Departamento Ñeembucú im Süden von Paraguay am gleichnamigen Fluss. Die zum Bistum San Juan Bautista de las Misiones gehörende Kirche ist der hl. Maria gewidmet und trägt den Titel einer Basilica minor.

## Namensherkunft
Der Ort Pilar erhielt seinen heutigen Namen vier Jahre nach Gründung von 1789 durch einen spanischen Priester nach dem Gnadenbild Unserer Lieben Frau auf dem Pfeiler der Basílica del Pilar seiner Heimatstadt Saragossa. Entsprechend wurde auch der Name der Kirche im 19. Jahrhundert gewählt. Am 12. Oktober wird das Patrozinium gefeiert.

## Geschichte

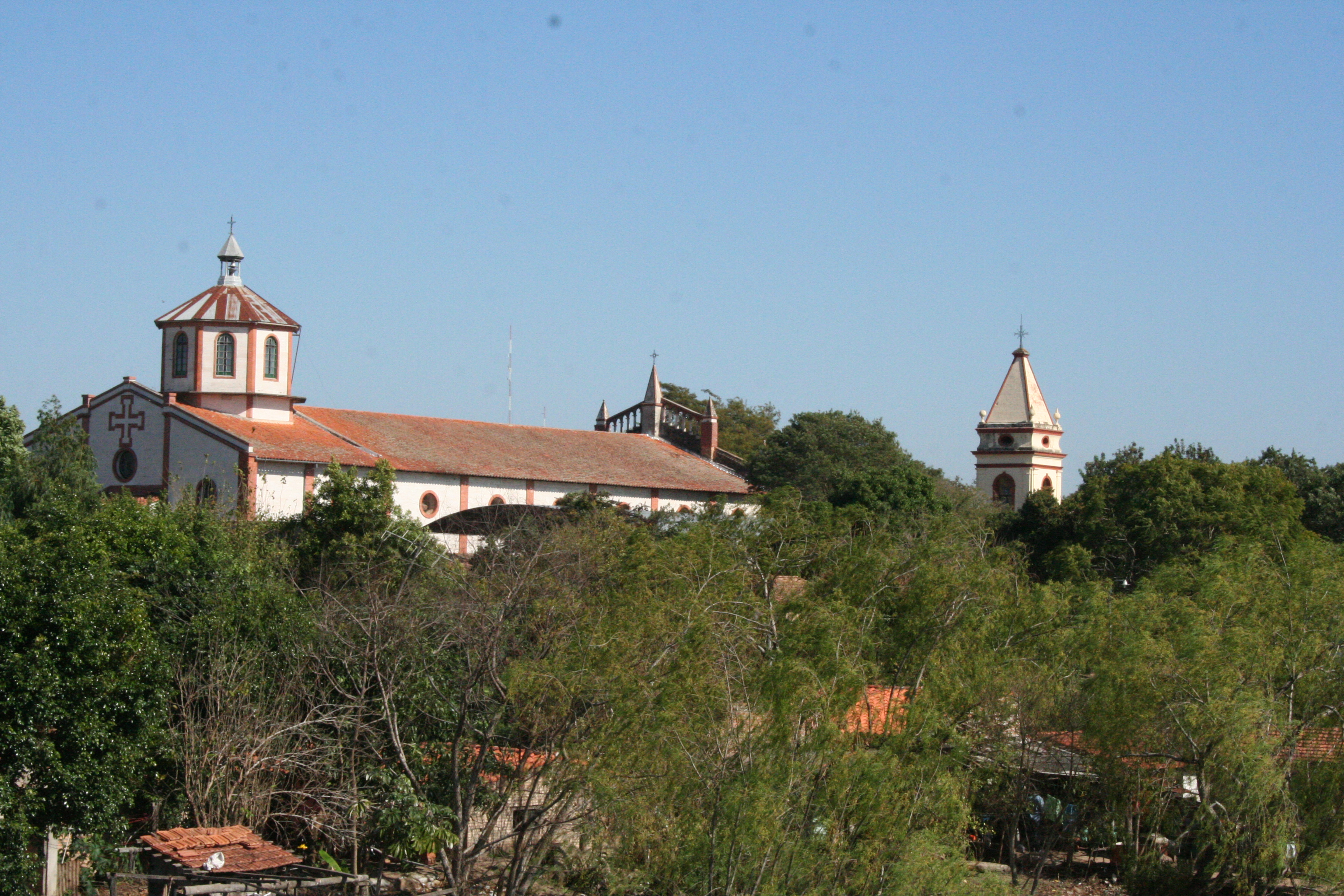
Basilika mit Glockenturm

Die Vorgängerkirche wurde Mitte des 19. Jahrhunderts zur Zeit von Carlos Antonio López errichtet. Ihr Glockenturm von 1876 ist erhalten und steht etwas entfernt zur heutigen Kirche.
1901 wurde der Grundstein für den Neubau gelegt. Ende der 1920er Jahre wurde dann die alte Kirche abgerissen und der Neubau begonnen. Die alte Sakristei wurde als provisorische Kirche verwendet. Der Chacokrieg und wechselnde Pfarrer verlangsamten die Arbeiten.
Ab 1939 wurde der Kirchenbau bis zum Dach vorangetrieben, dazu kamen bald ein geschnitzter Hauptaltar sowie zwei Seitenaltäre und erste Kirchenbänke.
Mit der Ankunft der italienischen Redemptoristen 1951 begann eine Neuplanung der zuvor sehr kargen Kirche. Mit Hilfe des ebenfalls italienischen Architekten Banterle und aus Europa gespendeter Materialien wie roter Marmor aus den Voralpen von Verona wurde das Gebäude entscheidend umgestaltet. Die Fassaden und die Seitenwände in ihrer ganzen Ausdehnung sind mit Travertinmarmor verkleidet. Das Bauwerk wurde dann unter Anleitung eines spanischen Ingenieurs auch von freiwilligen, einheimischen Arbeitern durchgeführt.
1979, anlässlich des 200. Stadtjubiläums weihte Kardinal Antonio Samoré die Kirche. Nach Beschluss von Papst Johannes Paul II. wurde die Kirche dabei in den Rang einer Basilica minor erhoben.
In der Krypta wurden Kriegshelden des Tripel-Allianz-Kriegs sowie der Industrielle Paolo Federico Alberzoni (1889–1973) beigesetzt, der den Kirchbau unterstützt hatte.